# Francisco de Zabálburu
Francisco de Zabálburu y Basabe (Bilbao, 6 de julio de 1826-Madrid, 2 de enero de 1897) fue un mecenas, financiero, terrateniente, bibliófilo y político español.

## Biografía

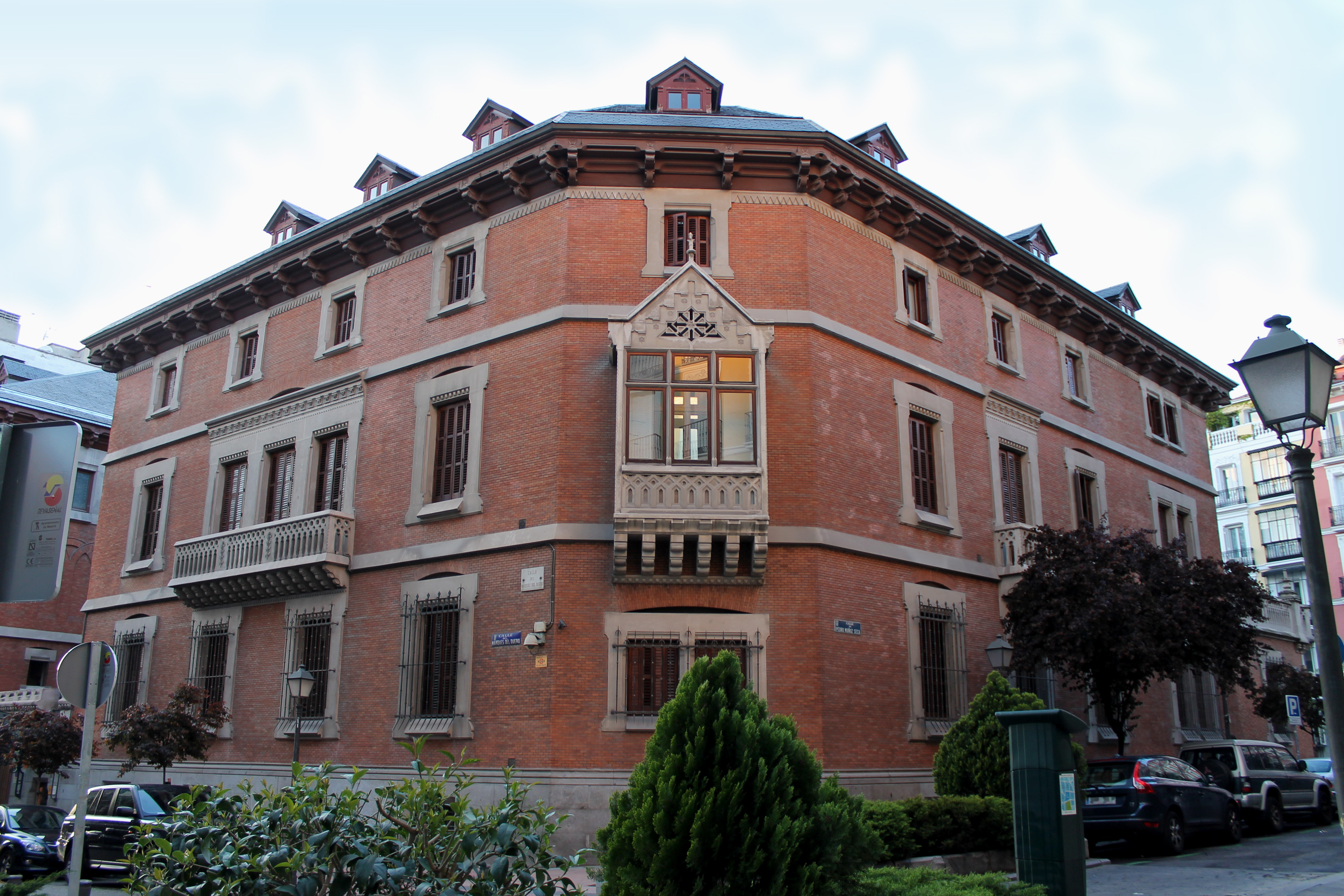
Palacio de Zabálburu, Madrid.

Nacido el 6 de julio de 1826 en Bilbao y alumno de la Universidad Central, obtendría escaño de diputado a Cortes por el distrito murciano de Mula en 1891, así como desempeñó el cargo de senador por la provincia de Murcia, entre 1893 y 1896, para finalmente obtener el puesto de senador vitalicio. Su familia estuvo adscrita a la élite económica de la Vizcaya del siglo xix y mantuvo posesiones además de en dicha provincia en zonas del sur peninsular como Almería, Granada y Murcia.
Fue creador, junto a su hermano Mariano, de una importante biblioteca y archivo particulares, que terminaron configurando la denominada Biblioteca Francisco de Zabálburu. Habría llegado a obtener la consideración de hijo adoptivo de Murcia, junto a sus hermanos Mariano y José, a raíz de donaciones a la ciudad. Hizo construirse un palacio en Madrid, denominado palacio de Zabálburu y ubicado en el número 7 de la calle de Marqués del Duero, que en la actualidad alberga la biblioteca que lleva su nombre, proyectado por el arquitecto José Segundo de Lema y más tarde modificado por Luis de Landecho. Contrajo matrimonio con Pilar de Mazarredo y Tamarit, con quien tuvo una hija. Fallecido el 2 de enero de 1897 en la capital, Madrid, fue enterrado en la bilbaína iglesia de San Francisco de Asís.
Varios espacios, edificios y servicios de Bilbao, como por ejemplo la plaza Zabalburu, llevan el apellido de la familia.